# バン・イェダム
バン・イェダム（韓: 방예담、英: Bang Ye Dam、2002年5月7日 - ）は、大韓民国の歌手であり、男性アイドルグループのTREASUREの元メンバー。ソウル特別市生まれ。

## 来歴
父親は作曲家のパン・デシクで日本のアニメーションではポケットモンスター、ドラゴンボールなどの韓国版番組のオープニング曲や、CMやアニメーションの用の曲など40曲以上を手掛ける   。母のチョン・ミヨンは韓国のドラマ「フレンズ」や映画「 アフターショー終了後」サウンドトラックなどを歌う歌手（연극이끝난뒤） 。  叔父のバン・ヨンソクは、商業映画産業の作曲家および監督として知られる  。本人は一人っ子。5歳のときに EBSのテレビシリーズ「 Bboong bboong-E」 （방귀대장뿡뿡이）のオープニングソングと日本のアニメ「  おねがい!サミアどん」の韓国ダブ版に参加。 （ 모 래 요 정 바 람 돌 이 ）。  2007年3月5日、彼はEBSのドキュメンタリー「 15 Second Fever、Hold the World 」を両親と一緒に初めてテレビ出演  。 
その後、SBSのオーディション番組『K-POPスター2』で準優勝。
2018年11月から2019年1月にかけてVLIVE、YouTube、JTBC2で放送されたデビューサバイバル番組『YG 宝石箱』を通して、YGエンターテインメントの練習生29人の中から選抜された12人によって結成された。TREASUREに所属していた。韓国人8人と日本出身の4人で構成されている。
2020年6月にソロデビュー、2020年8月7日からTREASUREとしてデビューした。
2022年11月8日、YGとの専属契約を終了。また、TREASUREを脱退することが報じられた。

## ディスコグラフィー

### デジタルシングル
| No. | タイトル                   | 収録曲         |
| --- | -------------------------- | -------------- |
| 1st | 왜요 (WAYO) (2020年6月5日) | 1. 왜요 (WAYO) |